# A Wife's Romance
A Wife's Romance er en amerikansk stumfilm fra 1923 af Thomas N. Heffron.

## Medvirkende
- Clara Kimball Young som Joyce Addison
- Lewis Dayton som John Addison
- Alan Roscoe som Ramón
- Lillian Adrian som Joseffa
- Wedgwood Nowell som Marquis de Castellar
- Robert Cauterio som Pablo
- Arthur Stuart Hull som Evan Denbigh
- Louise Bates Mortimer som Isabel de Castellar